# Svenskeren
丹尼斯·約翰森（英語：Dennis Johnsen，1996年1月2日—，游戏ID：Svenskeren）是丹麥職業英雄聯盟玩家，曾效力于SK Gaming、Supa Hot Crew、Ninjas in Pyjamas、Copenhagen Wolves、Team SoloMid、Cloud9 以及 邪惡天才，担任打野位置。
2014年《英雄聯盟》世界大賽台北小組賽，他於Team SoloMid隊的Svenskeren在Garena服務器上註冊帶有歧視的帳戶名稱，隨後被Riot Games處以罰款並被禁止參加其三場比賽。
2023年，Svenskeren離開TSM Challengers，并宣佈自己將尋找擔任教練的機會。

## 个人生活
Dennis 出生于1996年1月2日,在丹麦长大。
Dennis 在成为职业英雄联盟选手的过程中经历了相当大的身体变化,这引起了人们对在游戏和健身之间达到平衡这一定型观点的关注。
截至2019年,Svenskeren 作为一名职业英雄联盟选手的估计净资产约为19,235美元。

## 職業生涯

### 第一赛季（2011年）
Svenskeren 最初与 LoLLeague (现称为 SK Gaming )开始他的英雄联盟职业生涯，之后加入了 3DMAX。在进行了几场练习赛后，他最终离开并加入了 Leethuanyan 的阵容，不久后该阵容被 Team Mistral 收购。Team Mistral 在 Kings of Europe 锦标赛上获得第三名，然而就在第三名决赛前，Svenskeren 被 Kottenx 取代,使他在赛季结束时没有队伍。

### 第二赛季（2012年）
在长时间离开职业比赛舞台后，Svenskeren 被 Copenhagen Wolves 在赛季末签下。他首次代表 Copenhagen Wolves 出战的是2012年DreamHack Winter，他们一路全胜，只在半决赛输给 CLG Europe。他和队伍还参加了THOR Open 2012，获得第二名，仅次于Fnatic。 之后,Svenskeren 和队伍在更多比赛中获得成功，在2012年NorthCon eSport竞技场赛和Eclypsia圣诞杯上获得第一名。

### 第三赛季（2013年）
在S3赛季，Svenskeren离开Copenhagen Wolves，在春季赛加入Ninjas in Pyjamas，夏季赛又加入SK Gaming。在S3赛季末，Svenskeren加入SK Gaming，他们在 Amateur Tournament at IEM Cologne 的第一轮输给了他以前的队伍 Copenhagen Wolves。

### 第四赛季（2014年）
S4赛季，Svenskeren在SK Gaming的新阵容中表现良好。打法的调整使SK Gaming的成绩有所提高，他们在常规赛中获得第3名，并进入春季赛季后赛。最终获得第二名，在决赛中输给Fnatic。在夏季赛中,SK Gaming在常规赛获得第4名，之后在季后赛中获得第3名。在与Team ROCCAT的季后赛中获胜后，他们获得了世界赛的门票。
2014年9月17日，Svenskeren 因违反世界赛规则，在与台湾选手互动时使用种族歧视性的语言，而被罚款2500美元。并被禁止与SK一起参加世界赛。Svenskeren在Garena服务器上注册了一个名为TaipeiChingChong的ID名称，隨後被Riot Games處以罰款並被禁止參加其三場比賽。这一事件也受到台湾苹果日报的报道和批评。

### 第五赛季（2015年）
为了弥补之前的错误，Svenskeren 开始专注于提高自己的游戏水平，并在春季赛拿到了冠军。然而，在经历了糟糕的IEM Season IX - World Championship后，他们最终在夏季赛中获得了第九名。SK Gaming在胜者组第二轮中输给了GE Tigers。糟糕的成绩导致SK Gaming在2015年解散，失去了LCS的联赛位置。

### 第六赛季（2016年）
在2016年季前赛中，Svenskeren可以选择加入NA的TSM或是EU的H2K。在拒绝TSM的邀请后，Svenskeren准备加入H2K，然而，TSM创始人Reginald亲自为他提供了一个首发阵容的位置，Svenskeren接受了。这导致了两支队伍间的紧张局势，H2K声称这个转会是非法的，因为H2K拥有与Svenskeren加入H2K的合同。TSM最终获得了春季和夏季赛的冠军，确保了他们连续第二次获得NA LCS冠军。